# Plan Freycinet
Le plan Freycinet est un programme français de travaux publics lancé en 1879 par le ministre des travaux publics Charles de Freycinet, principalement pour la construction de chemins de fer, mais aussi de canaux et d'installations portuaires, le tout pour un budget initial de 4,5 milliards de francs. 

## Historique

Réseau ferré en 1870.

Réseau ferré en 1910.

Le projet est inscrit dans la loi de Finances et, en janvier 1878, Freycinet, proche de Gambetta, organise entre celui-ci et Léon Say, ministre des Finances, une réunion afin de préparer le terrain politique. Une première loi est votée le 18 mai 1878, créant un réseau d’État à travers le rachat de plusieurs compagnies. 
Le 8 juin, un rapport est rendu public. L’objectif majeur du plan Freycinet est de donner accès au chemin de fer à tous les Français, de façon à favoriser le développement économique du pays et à désenclaver les régions reculées. Il est officialisé par la loi 8168 du 17 juillet 1879. 
Le plan prévoit la construction d'un réseau de voies ferrées de 16 000 km, dont 8 700 km de lignes d’intérêt local. Leur construction est assurée :
- soit par les grandes compagnies privées, le coût étant le plus souvent pris en charge par l’État ;
- soit par l’État lui-même : Freycinet est ainsi à l’origine de la compagnie de l’État (loi du 18 mai 1878).

Selon Freycinet, toutes les sous-préfectures doivent être reliées au réseau des chemins de fer, ainsi qu'un maximum de chefs-lieux de canton.
En 1879, Freycinet devient président du conseil. Il choisit alors Henri Varroy pour lui succéder aux travaux publics et mettre en œuvre son plan. Celui-ci s’adjoint l’ingénieur Alfred Picard, qu’il nomme directeur des chemins de fer en 1882.
La réalisation du plan Freycinet dura jusqu’en 1914, et il fut pratiquement entièrement réalisé. Cependant, de nombreux chefs-lieux de canton ne furent finalement desservis que par de petits tortillards à voie métrique, d’une qualité assez médiocre[réf. nécessaire].
6 milliards de francs furent alloués à ce gigantesque plan d’investissement qui représente encore maintenant une relance inédite.

## Classement des lignes ferroviaires
Les 181 lignes listées ci-dessous sont numérotées et désignées conformément à la loi du 17 juillet 1879, et représentent un total de 8 848 km. 
Il faut noter que :
- la première liste proposée par Freycinet début 1878 comportait 154 lignes nouvelles et 53 lignes déjà concédées mais au titre de l’intérêt local, et que cette liste fut longuement discutée tant en Commission qu’à la chambre des Députés et au Sénat ;
- 94 lignes, totalisant 4 152 km, ont fait l'objet d’amendements renvoyés pour étude au Ministre des Travaux publics et n’ont pas été inscrites dans la loi.

## Écluses des canaux
À l'époque les sas d'écluse sont de toutes tailles, dont certains trop étroits et/ou trop peu profonds pour les bateaux marchands. Les marchandises doivent souvent changer de bateau pour passer les écluses. Les écluses des principaux canaux français sont modifiées le cas échéant pour s'adapter au gabarit standard choisi, dit gabarit Freycinet : bateaux de 38,50 m de long (sans le gouvernail) pour 5,05 m de large, ce qui donne une largeur de sas d'écluse de 5,20 m ; la profondeur d’eau doit être de 2 m et la hauteur libre sous les ponts 3,70 m .
Le canal de Bourgogne voit toutes ses écluses agrandies et tous ses ponts rehaussés. Le canal du Centre, le plus ancien et qui connaît le plus fort développement, a son aspect complètement transformé : les courbes du tracé sont coupées, des écluses sont supprimées. À cette époque le canal du Nivernais n’est déjà plus classé comme ligne principale et n'est l'objet que de modifications partielles.
D'autres types d'aménagement sont réalisés, comme l'usine électrique de Fay-aux-Loges qui pompe l'eau de la Loire et du Loing pour approvisionner le canal d'Orléans.

## Motivations
Outre des considérations économiques, le plan avait un objectif politique : promouvoir la Troisième République auprès du monde rural, souvent hostile au nouveau régime.

## Les critiques énoncées sur le Plan Freycinet et ses modérations
D'après certains analystes, le plan Freycinet occasionna d’importantes nuisances et se révélera une des causes des difficultés que l’industrie française rencontra à la fin du XIXe siècle dans la compétition économique internationale.
Albert Broder, professeur d'Histoire à l'université Paris-XII , explique : « La forte demande suscitée par le plan Freycinet, et que les industriels [français] ont du mal à satisfaire, semble avoir été à l'origine d'un abandon, sans doute considéré temporaire, des marchés extérieurs jugés moins rémunérateurs par les industriels, ces derniers confiants en des carnets de commandes remplis à des niveaux plus que satisfaisants. Leur confiance dans l'avenir suscite des investissements tout au long de la filière, de la construction de hauts fourneaux à la production de tôles et de rails d'acier. Politique contre-cyclique au moment où le marché international est en plein marasme (…). La crise que connaissent les industries métallurgiques, à la suite de l'abandon des grands travaux et devant la récession qui se généralise, ne se traduit pas par une plus grande pugnacité à l'extérieur. Fragilisées par des investissements qu'elles ne peuvent rapidement amortir, les entreprises manquent de la trésorerie nécessaire ».
La critique interne de cette appréciation soulève plusieurs questions : peut-on reprocher vraiment au Plan Freycinet d'ouvrir un marché intérieur à l'époque où les marchés extérieurs sont jugés moins rémunérateurs ? Faut-il attribuer au Plan le marasme consécutif précisément à son abandon ? Peut-on critiquer globalement la réelle prospérité née de ce Plan ? Par ailleurs, n'est-il pas souhaitable de relever la part de l'idéologie dans les critiques énoncées au paragraphe précédent ?